# 吉澤博三
吉澤 博三（よしざわ ひろみ、1954年(昭和29年)2月11日 – ）は、日本の実業家。フォスター電機株式会社取締役会長、元社長。

## 人物
- 出身地  東京都。
- 生年月日  1954年（昭和29年）2月11日。
- 中央大学法学部 1976年（昭和51年）3月卒業。[1]

## 経歴
- 1976年（昭和51年）3月　入社
- 1998年（平成10年）4月　第一営業部次長
- 1999年（平成11年）4月　第一営業部長
- 2000年（平成12年）4月　フォスターエレクトリック（シンガポール）Pte.Ltd.取締役社長
- 2002年（平成14年）4月　フォスターエレクトリック（ヨーロッパ）GmbH代表取締役
- 2006年（平成18年）2月　執行役員管理本部副部長兼経営企画室長
- 2007年（平成19年）6月　取締役管理部長兼経営室長
- 2009年（平成21年）6月　常務取締役兼管理本部長兼経営室長
- 2012年（平成24年）4月　管理本部長兼人財開発部長兼経営企画担当
- 2013年（平成25年）4月　管理本部長兼経営企画室担当
- 2013年（平成25年）6月　専務取締役
- 2014年（平成26年）4月　代表取締役社長[2]
- 2020年（令和2年）6月　代表取締役会長 CEO[3]
- 2022年（令和4年）6月　取締役会長[4]